# Doły Jasielsko-Sanockie

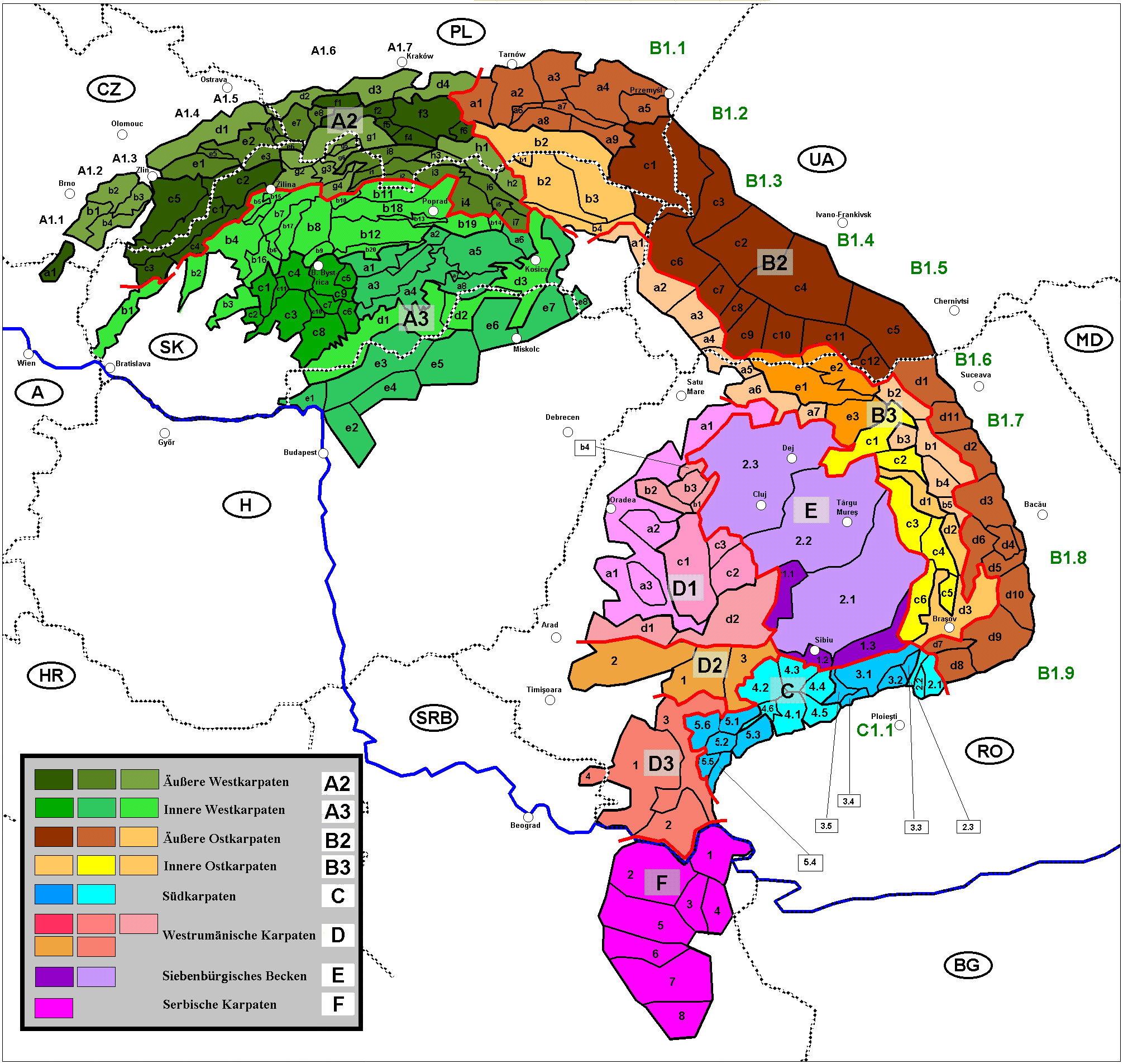
Doły = a9+a8+a6+a7

Doły Jasielsko-Sanockie (513.66, 513.68, 513.69 i 513.67) (Kotlina Jasielsko-Sanocka lub Podkarpacie, niem. Sanoker Flachland) – region geograficzny w południowo-wschodniej Polsce. Kotlina o równoleżnikowym przebiegu u podnóża Beskidu Niskiego, o powierzchni około 1200 km².

## Geografia
Kotlina składa się z czterech łączących się ze sobą jednostek geograficznych: 
- Obniżenia Gorlickiego na zachodzie
- Kotliny Jasielsko-Krośnieńskiej na wschodzie.
- Pogórza Jasielskiego na północy.
- Pogórza Bukowskiego na południu

Przez obszar Dołów Jasielsko-Sanockich przepływają Wisłoka, Ropa, Jasiołka, San oraz Wisłok z licznymi dopływami. 

## Historia
Historyczne Doły Sanockie lub Podole Sanockie, obejmujące powiat Krosno, oraz część powiatów Sanok i Brzozów w Galicji. W lutym 1846 miała tu miejsce krwawe wydarzenia, zwane rzezią galicyjską, które objęły głównie tereny ówczesnego powiatu sanockiego i jasielskiego.  

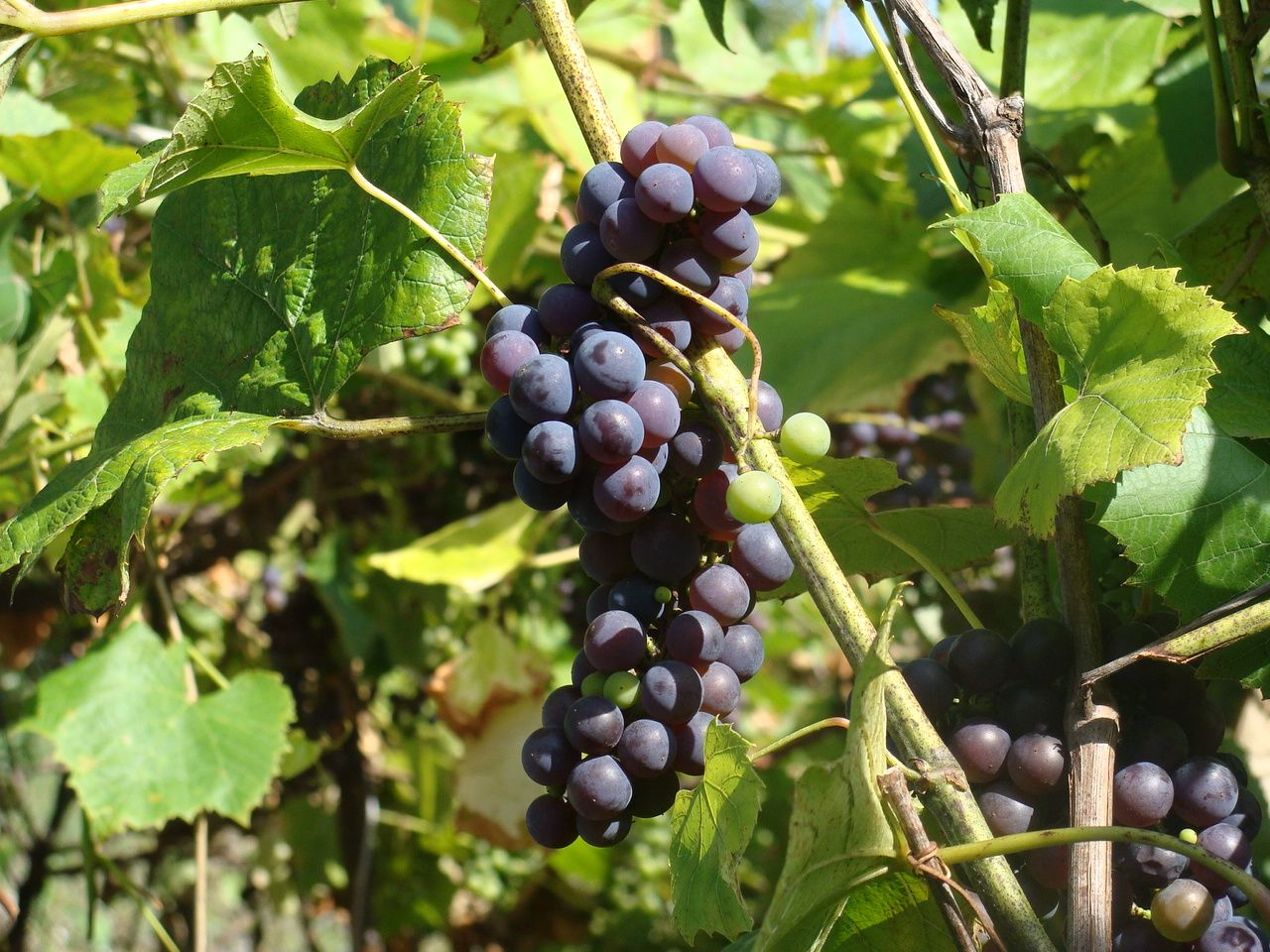
Dojrzewające czerwone winogrona - uprawiane w przydomowych pogórzańskich sadach. 30 sierpnia 2008

### Etnografia
Region zasiedlony jest od wczesnego średniowiecza. 
W późnym średniowieczu obszar Dołów został skolonizowany przez napływową ludność niemiecką i polską, którą na Pogórzu osadzali władcy polscy. W roku 1632 Szymon Starowolski w dziele Polonia zanotował: Następnie idzie Łańcut (...) i Rzeszów (...); mleka tu i płócien lnianych wielka jest zwykle obfitość, ponieważ wioski na całym tym obszarze zamieszkują potomkowie niemieckiego plemienia, wzięci na jakiejś wojnie przez Kazimierza Wielkiego, króla Polski, lub sprowadzeni z Saksonii, z dziećmi i żonami, aż w te okolice. Ci przeto o bydło i uprawę lnu troszczą się wielce i w porze jarmarków tak do innych okolicznych miast wymieniane towary zwożą na sprzedaż, jak przede wszystkim do Rzeszowa i Jarosławia.
Pisze o tym również Wincenty Pol: Na obszarze Wisłoki uderza nas fakt inny; całą tę okolicę, którą obszar Wisłoki, Ropy, Jasły, Jasełki i średniego Wisłoka zajmuje, osiedli tak zwani Głuchoniemcy od dołów Sanockich począwszy, to jest od okolicy Komborni, Haczowa, Trześniowa aż po Grybowski dział: Gorlice, Szymbark i Ropę od wschodu na zachód, ku północy aż po ziemię Pilźniańską, która jest już ziemią województwa Sandomierskiego. Cała okolica Głuchoniemców jest nowo-siedlinami Sasów; jakoż strój przechowali ten sam co węgierscy i siedmiogrodzcy Sasi. Niektóre okolice są osiadłe przez Szwedów, ale cały ten lud mówi dzisiaj na Głuchoniemcach najczystszą mową polską dijalektu małopolskiego, i lubo z postaci odmienny i aż dotąd Głuchoniemcami zwany, nie zachował ani w mowie ani w obyczajach śladów pierwotnego swego pochodzenia, tylko że rolnictwo stoi tu na wyższym stopniu, a tkactwo jest powołaniem i głównie domowem zajęciem tego rodu.

## Komunikacja
Wzdłuż Dołów przebiega linia kolei transwersalnej, łącząca Gorlice, Jasło, Krosno i Sanok oraz szlak komunikacyjny z zachodu na wschód a obecnie droga 28 Zator – Wadowice – Nowy Sącz – Gorlice – Biecz – Jasło – Krosno – Sanok – Medyka. 

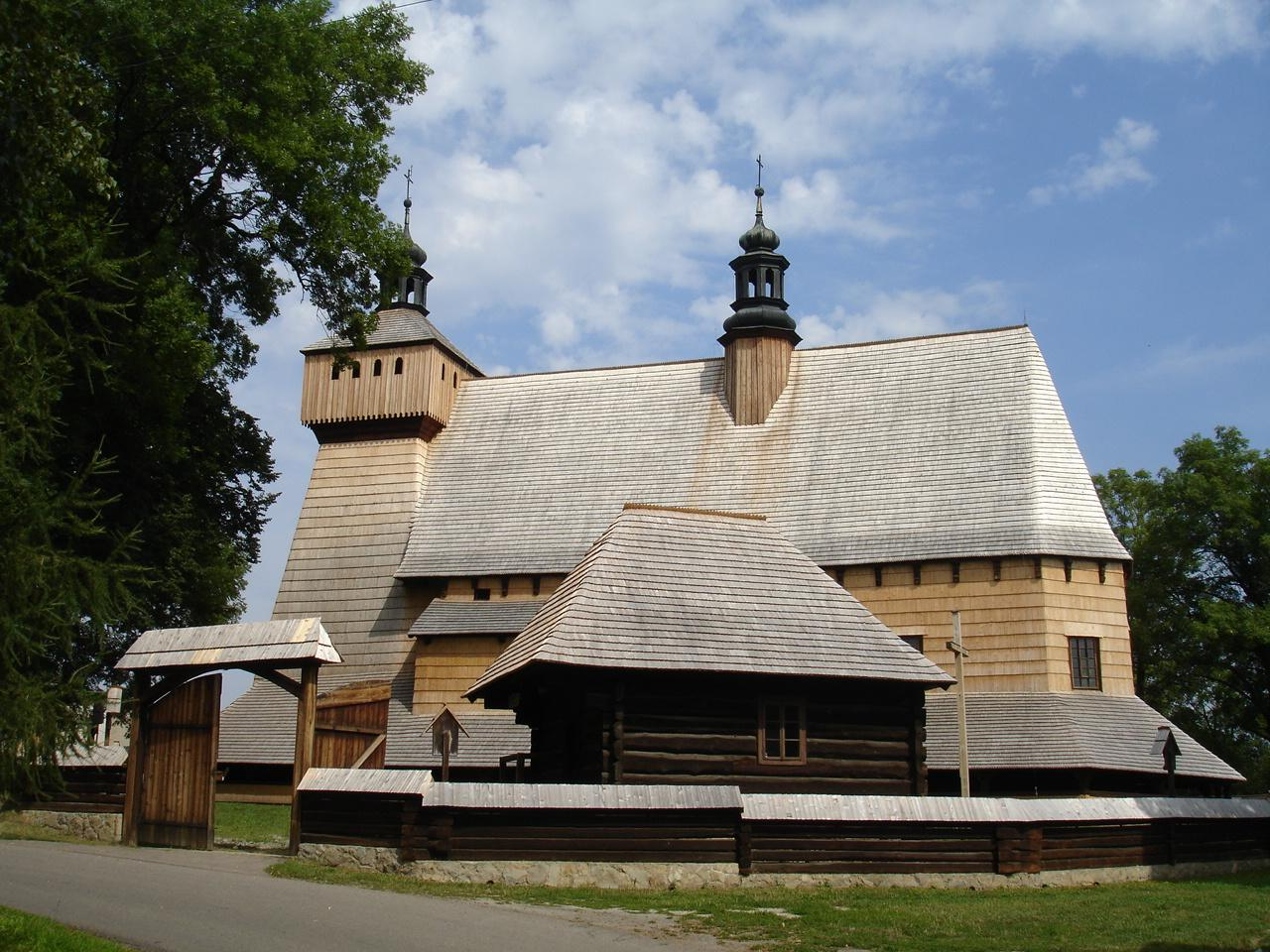
Najstarszy zachowany w Europie drewniany gotycki kościół z Haczowa pochodzący z XIV wieku.

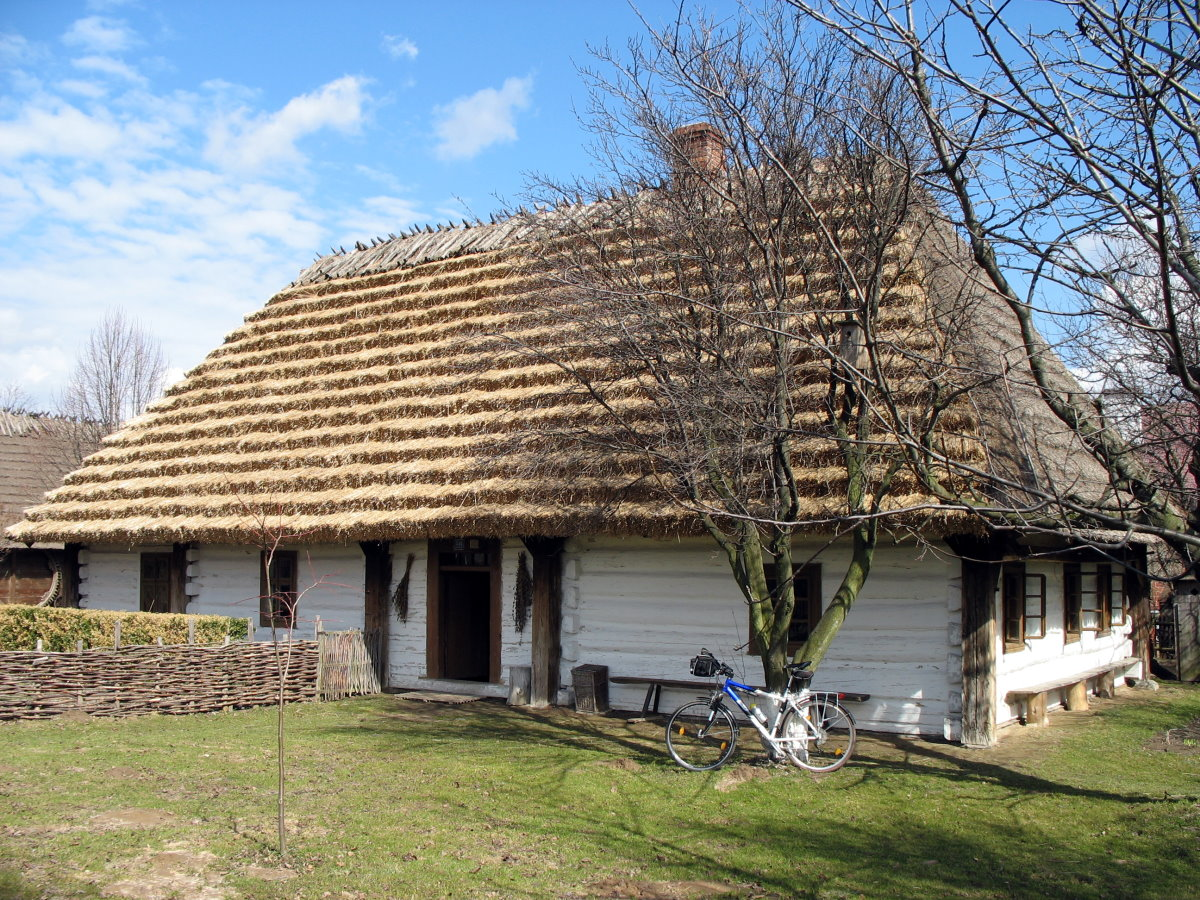
Chałupa przysłupowa ze skansenu w Markowej, charakterystyczny element krajobrazu dawnych Dołów.